# Planchonella kaalaensis
Planchonella kaalaensis là một loài thực vật có hoa trong họ Hồng xiêm. Loài này được Aubrév. miêu tả khoa học đầu tiên năm 1967.